# Марин Тирский
Марин Тирский (др.-греч. Μαρίνος ο Τύριος, работы датируются 100—150 годами) — древнегреческий географ, картограф и математик, считается основателем математической картографии.

## Биография
Марин родился во второй половине I веке в городе Тире, принадлежавшем в то время римской провинции Сирия. Кроме этого, почти ничего не известно про его жизнь. Труды Марина Тирского до наших дней не дошли, о них известно по ссылкам Птолемея в его работе «География», и в меньшей степени — по ссылкам некоторых других средневековых учёных, например арабского географа Аль-Масуди.

## Вклад в картографию
Согласно Птолемею, Марин Тирский пересмотрел подход к составлению морских карт. Его главная заслуга состоит в том, что он первым ввёл понятие широты и долготы для каждой точки на карте. В качестве нулевого меридиана он использовал долготу мифических Островов блаженных (ассоциируемых с Канарскими островами или Кабо-Верде); широта острова Родос служила нулевой широтой, или экватором. Птолемей упоминал несколько работ Марина Тирского, датируемых 114 годом. В этих работах Марин оценивал длину экватора в 180 000 стадиев. Если принять, что Марин оперировал греческими стадиями, то длина экватора составит 33 300 км, что примерно на 17 % меньше настоящего размера.
Известно, что Марин Тирский очень тщательно исследовал работы предшественников-картографов, а также записки путешественников. На картах Марина впервые для Римской империи появляется изображение Китая. Марин Тирский считается основоположником до сих пор используемой в картах равнопромежуточной проекции. Часть идей Марина приводит Птолемей. Среди них — предположение, что омывающий океан делится тремя континентами: Европой, Азией и Африкой. Марин считал, что люди населяют Землю на широтах между островом Туле на севере (ассоциируемом с Шетландскими островами), и Южным тропиком соответственно на Юге; по долготе — от Островов блаженных до Китая. Марин Тирский впервые ввёл термин Антарктика как область, противоположную Арктике.
Основываясь на расчетах Марина Тирского, Христофор Колумб пришел к выводу о возможности достижения Индии путем пересечения Атлантического океана.

## Память
В 1935 году Международный астрономический союз присвоил имя Марина Тирского кратеру на видимой стороне Луны.